# Мавзолей С. Айни
Мавзолей Садриддина Айни — памятник архитектуры, расположенный на территории Парка культуры и отдыха имени С. Айни в Душанбе.
Мавзолей был построен в 1954 году по проекту Ю. Г. Снеговского на могиле писателя. Он располагался в кольцевой зоне главной аллеи перед восточным входом в Парк культуры и отдыха имени С. Айни в Душанбе. Мавзолей построен на искусственном фундаменте и имеет ступени с трёх сторон. Он утопает в зелени и цветах. Все четыре стороны мавзолея открыты. Сооружение имеет куполообразную форму, но не имеет черт средневековых мавзолеев. Купол поддерживается шестью колоннами, а в середине мавзолея установлена поясная статуя Садриддина Айни. На пол здания уложены бетонные плиты толщиной 20 см. Павильон выполнен из железобетона и мраморных плит. Поверхность и колонны вырезаны из белого мрамора, внутри лозы вырезаны из темно-красного и розового мрамора и лозы. Столбовая башня украшена «цепью» из жёлтого мрамора. Статуя Айни сделана из белого мрамора, а имя и дата рождения и смерти Садриддина Айни написаны позолотой на её основании.